# チン・チャン・チョン
チン・チャン・チョン（ching chang chong）やチン・チョン（ching chong）は、欧米において中国語の言語を真似たものであり、元々は中国系を嘲笑するために使われる人種差別的な蔑称である。ベトナム人やモンゴル人等を含めた黄色人種全般に使われることもある。
この軽蔑表現は、他の人種に基づいた中傷や中国語の真似と同様に、東アジア人や東南アジア人に対する暴行や脅迫に使用されることが多い。アジア系への差別が根強いフランスでは2000年代まで問題視されないレベルであったが、2010年代には国内メディアが大きく取り上げるなど、近年では差別行為として認識されつつある。

## 語源
「チン・チョン」という言葉は、中国語を解さない英語話者にとって、中国語がどのように聞こえるかということに基づいている。
「チ（ch）」は、中国語の無声舌頂破擦音が比較的多いことを反映している（北京語の[ts], [tʂ], [tɕ], [tsʰ], [tʂʰ], [tɕʰ]、（ピンインでは⟨z⟩、⟨zh⟩、⟨j⟩、⟨c⟩、⟨ch⟩、⟨q⟩）に対し、英語には/tʃ/の一つしかない。
「ン（ng）」は中国語の多くにおいて、音節のコーダに鼻音が多いことを反映している。例えば、北京語では、音節のコーダに[n]または[ŋ]（英語でも中国語のローマ字表記でも⟨ng⟩と表記される）しか認められていない。このような形の音節があるのは、「中国」を意味する中国語「Zhōngguó」の第1音節である「中（zhōng）」である。

## 歴史的経緯
この言葉は通常、中国系の人々に向けられたものだが、他の東アジア人にも使われている。1906年に家族と一緒にサンフランシスコにやってきた韓国人移民のメアリー・パイク・リーは、1990年に出版した自叙伝『Quiet Odyssey: A Pioneer Korean Woman in America』の中で、登校初日に、女子生徒たちに囲まれ、以下のように歌いながら殴られたと書いている。

チン・チョン、チャイナマン、
塀の上に座っている
白人がやってきた
そして尻尾を切り落とした 

ジョン・スタインベックの小説『Cannery Row』（1945年）にも、この歌の亜種が収められている。このバージョンでは、「塀」が 「線路」に置き換えられ、“chopped his tail off”が“chopped off his tail”に変更されている。

チン・チョン、チャイナマン、
レールの上に座っている
白人がやってきて
尻尾を切り落としてしまった

1917年、リー・S・ロバーツとJ・ウィル・キャラハンの共作によるラグタイム・ピアノ曲「Ching Chong」が発表された。その歌詞は以下のようなものであった。

「チン、チョン、オー、ミスター・チン・チョン
あなたはチャイナタウンの王様
チン・チョン、私はあなたのシング・ソングが大好き
あなたが照明をすべて消したあとの」

## 近年の事件
- 2002年12月、NBAのスター選手であるシャキール・オニールは、FOXスポーツネットでのインタビュー中に「（NBAのセンターである）姚明に『チン・チョン・ヤン、ワー、アー・ソー』と言ってやれ」と発言し[7]、メディアからの非難を浴びた。後にオニールは、あれはロッカールームでのユーモアであり、悪気はなかったと語っている。姚はオニールが冗談を言っただけであると信じているが、多くのアジア人はこのようなユーモアを解さないだろうと述べ[8]、「中国語を勉強するのは大変なんだ。私も小さい頃は苦労した」と冗談を言った。また、オニールは、「自分が最初で、自分だけがやったのだったら、言い分も理解できるが…。しかし、もし誰かを怒らせてしまったのであれば、謝る」と付け加えた[9]。
- 2006年1月24日、コメディアンのDave Dameshekは、Adam Carolla Showのために、Asian Excellence Awardsのオーディオ・パロディを制作した。このパロディの趣旨は「チン」と「チョン」という言葉を使って授賞式を再現することであった[10]。セグメントを人種差別的で人種差別的なものとしてブランド化し、いくつかのアジア系アメリカ人組織は、ステーションが謝罪を発行しなかった場合、アジア系アメリカ人の団体は、このパロディが人種差別的であると判断し、放送局が謝罪をしなければ、広告主に番組からの撤退を要請すると脅した[11][12]。2006年2月22日、Carollaはこのコーナーについて簡単な謝罪文を読み上げた[13]。2006年4月26日、Carollaはアジア系アメリカ人のためのメディア・アクション・ネットワークの代表、ガイ・アオキを番組に出演させた。アオキはチン・チョンがNワードに相当するとの見解を示した[14][15]。
- 2006年12月5日、「ザ・ビュー」のコメディアンで共同司会者のロージー・オドネルは、中国人ニュースキャスターの真似をしようとして、チン・チョンを複数回使った[2]。オドネルは、ダニー・デヴィートが酔っ払った状態で番組に出演したことを中国の人々が話題にしていることに言及し、「中国でどうなっているか想像してみてください。『チン・チョン、チン・チョン、ダニー・デヴィート、チン・チョン・チョン・チョン・チョン。酔っ払って、ザ・ビューに、チン・チョン』」[16]。アジア系アメリカ人ジャーナリスト協会は、彼女の発言は「中国語を馬鹿にしており、事実上、アジア系アメリカ人を外国人や二級市民とするステレオタイプを永続させており...英語圏の人々にとって標準以下の集団であるという印象を与えている」と述べた[17]。オドネルの代理人であるCindi Bergerは、「オドネルはトークショーの共同司会者であると同時に、コメディアンでもある。いつか彼女のユーモアを理解してもらえる日が来ることを願っている」 とコメントした。12月14日に放送された「ザ・ビュー」でオドネルは、チン・チョンがアジアの訛りを揶揄する攻撃的な表現であることを知らなかったと語り、Nワードと同等であることを知ったと述べました。彼女は「傷ついたと感じた人たち」に謝罪した[18][19]。市場調査会社でアジア人やアジア系アメリカ人の動向を調査しているジェフ・ヤンは、オドネルは人々の傷ついた気持ちに対して謝罪するのではなく、「無知を広め、助長したことを謝罪すべきだ」 と述べた。オドネルは、「私がまた同じようなことをする可能性は十分にあります、おそらく来週中に。ただ、それがわたしの脳の働きだから」[20]と言い添えた。タイム誌はこれを「擬似謝罪」と呼んだ。[21]オドネルは後に、自叙伝『Celebrity Detox: The Fame Game』の中で、謝罪に徹すればよかったと振り返っている。[22]
- 2011年1月19日、保守派政治評論家のラッシュ・リンボーは、自身のラジオ番組で、ホワイトハウスを訪問した中国の胡錦濤国家主席を揶揄した。「胡錦濤が話しているのに、彼らは通訳していない。普通は2、3語ごとに通訳するものだ。胡錦濤はただチン・チョン、チン・チョン・チャと言っていた」と、リンボーは17秒間にわたって胡錦濤のスピーチを真似た。カリフォルニア州選出のジュディ・チュウ議員は、リンボーの言葉は、過去150年間に人種差別に直面した中国系アメリカ人が「人種を理由に中傷され、路上で唾を吐きかけられ、議会では嘲笑され、さらには残酷に殺害された」時に聞いた言葉と同じだと述べた。 ニューヨーク州議会のグレース・メン議員は、リンボーに胡錦濤氏を攻撃する権利を認めつつも、「同時にニューヨーク市の人口の13％を怒らせた」と述べた[23]。また、カリフォルニア州のリーランド・イー上院議員もリンボー氏の発言を批判した。「彼の品のない行為は、3,000年以上の文化的歴史に対する侮辱であり、この国で苦労してきた何百万人もの中国系アメリカ人と、世界の人口の4分の1を占める民族に対する平手打ちである」[24]。イー上院議員は、リンボーの人種差別的・侮蔑的な発言に対して謝罪を求めた。また、Chinese for Affirmative Action、日系アメリカ人市民連盟 、California National Organization for Womenなどの市民権団体と協力して、リンボー氏のトークショーに広告を出しているProFlowers、Sleep Train、ドミノ・ピザなどの企業をボイコットした[25]。イー上院議員は、複数の脅迫や、人種差別的なコメントを連ね、彼をマルクス主義者と名指しする差出人不明のファックスを受け取った。「ラッシュ・リンボーは、お前というチンクのケツを蹴り上げて、愚かさを明らかにするだろう」と手紙には書かれていた[26]。
- 2011年3月、UCLAの学生であったアレクサンドラ・ウォレスは、YouTubeに「図書館にいるUCLAアジア人」と題した動画をアップロードし、UCLAには「アメリカのマナーを守らないアジア人の大群」がいると暴言を吐いた[27][28]。ウォレスは、キャンパスの図書館でアジア人が携帯電話で大声で話していることについて話し、アジア人を真似て「オー！チン・チョン・リン・ロン・ティン・トン？オー！」[29][30]とアジア人のものまねを披露した。この動画は、「チン・チョン」というステレオタイプを使ったことだけでなく、東日本大震災により日本で津波被害が発生したばかりのタイミングであり、ウォレスが「あいつら、絶対、一家全員に連絡して、津波とかに遭ってないか確認してるんだ」と主張したせいで批判は加熱した[30]。同校の36,000人の生徒のうち、40％以上がアジア系アメリカ人と太平洋諸島民であった。ミュージシャンのジミー・ウォンは、「チン・チョン！」というビデオをアップロードした。これを受けて、ミュージシャンのジミー・ウォンは、「チン・チョン！―図書館の歌の中のアジア人」をYouTubeにアップロードし、この動画は全国的に報道された [31] [32][33] [34] [35]。サクラメント・ビー紙は、「（彼女が）馬鹿にした学生たちは、恨み、嫉妬、恐怖を引き起こし、民族的な中傷の火種になる」と報じた。それ以外にも、「Ching-chong」という蔑称をあしらったTシャツを販売し、その収益を赤十字社の津波被害救済に寄付するなどの反響があった。UCLAはこのビデオを不快なものとみなし、「嫌悪感」を覚えるとコメントした。ウォレスはのちに「The Daily Bruin」紙に、「UCLAキャンパス全体」において謝罪を行った。ニューヨーク・タイムズ紙は、動画を批判しながらも、彼女の憲法修正第1条の言論の自由を支持する社説を掲載した[36]。数日後、UCLAはこの学生を処分しないことを発表したが、彼女は大学を退学した[37][38]。AsianWeekは、「（ウォレスが）経験したネガティブな出来事は、アジア系アメリカ人がアメリカに来てから経験したことのほんの一部に過ぎない」と書いている[39]。
- 2014年3月に放送された『コルベア・レポー』のツイートで、この差別語が再び注目を浴びることになった。番組ではワシントン・レッドスキンズの名前をめぐる論争をネタにしていた。同チームのオーナーであるダニエル・スナイダーは、「ワシントン・レッドスキンズ・オリジナル・アメリカンズ・ファンデーション」というネイティブ・アメリカンのためのチャリティを捧げることを発表していた。2014年3月26日の放送回で [40] [41]、コルベアは、「レッドスキンズ」という攻撃的な言葉を名前に使ったネイティブ・アメリカンへのチャリティを風刺し、「東洋人への感受性を高めるためか何かのチン・チョン・ディンドン財団」という同様のチャリティを始めると述べ、「この発想はすべてレッドスキンズのオーナーであるダン・スナイダーのおかげだ。だからアジア人は、私ではなく彼に感謝の手紙を送ってください」と付け加えたが、放送回や文脈について説明しなかった[42]。そのため、人々は「#CancelColbert」というハッシュタグを作り、翌月曜日の放送（2014年3月31日）[43]まで使い続けた。コルベアは一連の出来事について説明し、文脈を無視したツイートをしたコメディ・セントラル社を非難、「#CancelColbert」キャンペーンを急いだ人々を批判すると同時に、ダン・スナイダーがレッドスキンズの名を冠した慈善団体を設立したことについては何も抗議がなかったことにも言及した。
- 2014年に台湾で開催されたLeague of Legends World Championshipのグループステージにおいて、Team SoloMidのSvenskeren選手が、GarenaのサーバーにTaipeiChingChongという名前のアカウントを作成し、ライアットゲームズから罰金と出場停止処分を受けた [44]。この事件は、台湾版の蘋果日報からも批判された [45]。
- 2017年11月4日、YouTuberのHIKAKINが投稿した動画内で中国語の読み方が分からず、「チェンチョン」と読む場面があり、中華圏のユーザーから非難が殺到した。HIKAKINは「適当に読むということもよくないと思う」「配慮が足りなかった」と謝罪した[46]。
- 2018年8月、ミシガン州のベティ・クック・スコット下院議員が予備選挙において、対立候補のステファニー・チャンを指し、「チン・チョンに投票しないで」とうったえたことが報じられた[47]。その後、彼女は代理人を通じて公式に謝罪した。スコット下院議員は選挙に敗れ [48]、チャンが就任するまでの間、事実上、議席を放棄した[49]。
- 2018年11月、フィリピン人のDota 2プレイヤーであるCarlo "Kuku" Paladは、中国人選手とのライブマッチ中に「チン・チョン」と入力したことで、重慶メジャーへの参加を禁止された。彼は最終的に謝罪したが、参加禁止が解除されることはなかった [50]。これは、数週間前にフィリピン人プレイヤーのAndrei "Skemberlu" Ongが中国のチームとの試合中に同じ言葉を使用したことに続く出来事だった[51]。
- 2018年12月、アメリカのラッパーであるリル・パンプは、当時発売予定であったシングル「バタフライ・ドアーズ」のティーザーでこの言葉を使用し、「俺は目の位置が低いから 姚明って呼ばれてる」の歌詞とともに吊り目のジェスチャーをして批判を受けた。その後、チャイナ・マックやオークワフィナなど、複数のアジア人やアジア系アメリカ人のラッパーからの非難を受けて、Lil Pumpは謝罪文を発表し、公式ミュージックビデオの歌詞を修正した[52] [53] [54]。
- 2021年7月、サッカーフランス代表のアフリカ系フランス人のウスマン・デンベレは、自身が日本のホテルで日本人の容姿と言葉を馬鹿にした様子が映っていた、流出プライベート動画についてインスタグラムで謝罪し[55][56]、所属クラブFCバルセロナのスポンサーだった楽天の社長三木谷浩史は更なる説明を求めた[57]。動画でともに写っていたアントワーヌ・グリーズマンはコナミとの契約を解除された[58]。この騒動で、アントワーヌ・グリーズマンが”ching chong”の侮蔑語を使用したとされる動画も流出した[59][60]。
- 2025年7月、イギリスのロックバンド、オアシスのリードボーカルリアム・ギャラガーは、自身のXにて「ching chong」と投稿し、中国人を中心とした多くのアジア人の批判を受け、該当ポスト（投稿）を削除した[61]。後に自身のXにて、謝罪文が投稿された[62]。